# NGC 5653
NGC 5653 (również IC 1026, PGC 51814 lub UGC 9318) – galaktyka spiralna (Sb), znajdująca się w gwiazdozbiorze Wolarza. Odkrył ją William Herschel 13 marca 1785 roku.